# 금수강산 (영화)
"금수강산"은 1968년 공개된 대한민국의 영화이다.

## 배역
- 문정숙
- 윤정희
- 남궁원
- 최남현
- 김석훈
- 한은진
- 양훈
- 김희갑
- 김칠성
- 이향
- 강계식
- 김웅
- 윤일주
- 이예성
- 임동훈